# Streep (Einheit)
Streep war ein niederländisches Längenmaß, steht für Linie und Millimeter, und seit dem 29. März 1817 ein gesetzlich bestimmtes Maß. 
- 1 Streep = 2/5 Pariser Linie = 1 Millimeter
- 10 Streep = 1 Duim/Daumen(Zentimeter) = 4 3/7 Pariser Linien = 0,01 Meter
- 100 Streep = 1 Palm = 4 13/40 Pariser Linien = 0,1 Meter
- 1000 Streep = 1 Elle/Aune = 442,29 Pariser Linien = 1000 Millimeter